# Luka Guček
Luka Guček, slovenski nogometaš, * 29. januar 1999, Brežice.
Guček je profesionalni nogometaš, ki igra na položaju branilca. Od leta 2025 je član slovenskega kluba Maribor. Pred tem je igral za slovenska kluba Dob in Radomlje ter ukrajinska Čornomorc Odesa in Vorskla Poltava. Skupno je v prvi slovenski ligi odigral 44 tekem in dosegel en gol. Bil je tudi član slovenske reprezentance do 16, 17, 18 in 19 let.